# روبان سفید (فیلم)
روبان سفید (به آلمانی: Das weiße Band) فیلمی درام محصول ۲۰۰۹ به کارگردانی فیلمساز اتریشی میشائل هانکه است. این فیلم برنده جایزه نخل طلای شصت و دومین دوره جشنواره فیلم کن شد.
همچنین این فیلم برنده جایزه گلدن گلوب بهترین فیلم خارجی زبان سال ۲۰۰۹ شد.
روبان سفید به عنوان نمایندهٔ رسمی آلمان برای شرکت در هشتاد و دومین مراسم جایزه اسکار معرفی شد.
این تصمیم آکادمی فیلم آلمان موجب ناراحتی برخی مقامات اتریشی شد. این فیلم رقابت بر سر اسکار را به فیلم آرژانتینی راز در چشمانشان واگذار کرد.

## خلاصه داستان
خاطره‌ای است از یک کهن‌سال ناشناس به فرم تمثیلی از سال‌های دوری که او در یک روستای کوچک به عنوان معلم مدرسه کار می‌کرده و ملاقاتش با یک پرستار بچّه به نام فیانسه ایوا – داستان در روستای ایچوارد با مذهب پروتستانی مسیحی در آلمان از ژوئیه ۱۹۱۳ تا ۹ اوت ۱۹۱۴ است، جایی که روحانی محل، پزشک و شخصیت مهم محلی و بچّه‌ها و کشاورزان روستا بیتوته کرده‌اند.
پیشوای فرقه پروتانیکال کلاسی برای بچّه‌های به بلوغ نرسیده در مورد گناهان و تخلف‌های آشکار گذاشته و آگاهی می‌دهد؛ و به آن‌ها یک ربان سفید به عنوان یادآوری بی‌گناهی و پاکی می‌پوشاند. وقتی که پسرش به یک کار اقرار می‌کند، روحانی دست او را هر شب به چارچوب تخت می‌بندد. دکتر و زن بیوه با بچه‌ها روستا به مهربانی برخورد می‌کنند اما ماما را تحقیر می‌کنند واو با دختر جوانش شب هنگام دیده می‌شود. شخص مهم که ارباب خانه بزرگی است برای جشن محصول روستایی‌ها برنامه‌ریزی می‌کند، خیلی از آن‌ها کارگر کشاورزی هستند. او به‌طور خلاصه ایوا را بدون هیچ دلیل مشخصی نادیده می‌گیرد و هنوز به درستی از کشاورزی که پسرش مزرعه شخص مهم را با دله‌دزدی خراب می‌کند دفاع می‌کند.
این رابطه دوستانه معلم با ایوا منجر به دعوت او به منزل خانوادگی ایوا در تعطیلات کریسمس می‌گردد، و آن‌ها اجازه ازدواج بعد از یک سال نامزدی را از والدین ایوا می‌گیرند.
اتفاقاتی ناگفتنی رخ می‌دهد، یک سیم که بین دو درخت کشیده شده باعث سقوط وحشتناک دکتر ازاسب می‌شود. زن کشاورز در کارخانه چوب بری بر اثر اصابت الوار پوسیده می‌میرد، شوهر اندوهگینش سپس خود را دار می‌زند. پسر شخصیت مهم در روز جشنواره درو محصول گم می‌شود و صبح روز بعد در چوب بری گیر افتاده و به صورت بد زندان شده پیدا می‌شود.
یک انبار غله در ملک اربابی آتش می‌گیرد. همسر بارون به شوهرش می‌گوید که عاشق مرد دیگری ست. دختر پیشکار خواب وحشتناکی دربارهٔ پسر ناتوان ماما می‌بیند که حمله می‌کند و تقریباً نابینا می‌شود. کمی بعد دختر چوپان قفس طوطی را با قیچی که در دست دارد باز می‌کند که چوپان می‌فهمد که پرنده به چوب آویخته شده‌است. مباشر در ملک اربابی پسر خود را برای دزدی کوچکی کتک می‌زند.
ماما دوچرخه معلم مدرسه را برای رفتن به شهر به زور می‌گیرد، مدعی می‌شود که شاهدی دارد برای پلیس که دوچرخه به وسیله پسرش به او داده شده‌است. او و پسرش هرگز دوباره دیده نمی‌شوند، و خانواده دکتر هم‌خانه را ترک می‌کنند. معلم مدرسه بیشتر مشکوک می‌شود و منجر به روبه رو شدن در خانه کشیش بخش می‌شود جایی که او اشاره می‌کند که بچه‌های پیشوای روحانی از رویدادهای محلی اطلاع قبلی داشته‌اند. پیشوای روحانی معلم را تهدید می‌کند، و اخطار می‌دهد که اگر به تهمت زدن ادامه دهد با قانون روبه رو می‌شود.
فیلم با اعلان جنگ در صربستان بین اتریش و لهستان پایان می‌یابد. در روز عقد در کلیسا روزی که قرار است راوی پدر زن آینده خود را ببیند. راوی ایچوارد را ترک می‌کند و هرگز باز نمی‌گردد.